# Cheilotrichia (Empeda) microdonta
Cheilotrichia (Empeda) microdonta is een tweevleugelige uit de familie steltmuggen (Limoniidae). De soort komt voor in het Palearctisch en Oriëntaals gebied.